# Teimur Radjàbov
Teimur Radjàbov, també transcrit Teymur Rajabov (en àzeri: Teymur Rəcəbov), nascut el 12 de març de 1987 a Bakú (Azerbaidjan), és un jugador d'escacs azerbaidjanès. Radjàbov, un prodigi dels escacs, va obtenir el títol de Gran Mestre el març de 2001, a l'edat de catorze anys, essent en aquell moment el segon GM més jove de la història (rere Bu Xiangzhi). Hom ha descrit el seu estil de joc com a agressiu i tàctic.
A la llista d'Elo de la FIDE del juny de 2022, hi tenia un Elo de 2753 punts, cosa que en feia el jugador número 1 (en actiu) de l'Azerbaidjan, i el 13è millor jugador del rànquing mundial. El seu màxim Elo va ser de 2793 punts, a la llista del novembre de 2012 (posició quatre al rànquing mundial).

## Resultats destacats en competició
Radjàbov començà a destacar en el món dels escacs ja des de ben jove. Es va proclamar Campió d'Europa Sub-10 en dues ocasions consecutives, els anys 1996 i 1997. L'any següent, el 1998, fou Campió d'Europa Sub-12 i Campió del món Sub-12 (a Orpesa) i el 1999, Campió d'Europa Sub-18.
Radjàbov és el jugador més jove que mai hagi entrat al top-100 de la llista d'Elo de la FIDE. Els seus 2599 punts Elo el gener de 2002 el situaren en el 93è lloc mundial quan tenia només 14 anys.
El 2003, Radjàbov va derrotar Garri Kaspàrov, Viswanathan Anand, i Ruslan Ponomariov amb negres, esdevenint (probablement) el primer jugador que mai hagi derrotat tres campions del món d'escacs (dos excampions i el campió regnant de la FIDE) amb peces negres en el mateix any. El 2004 guanyà una medalla de bronze al Campionat del món d'escacs (FIDE) de 2004, on hi acabà tercer, després d'arribar a les semifinals (i perdre-hi contra Michael Adams).
A la tardor de 2005, va participar en la Copa del món de 2005 a Khanti-Mansisk, un torneig classificatori per al cicle del Campionat del món de 2007, on va tenir una mala actuació i fou eliminat en tercera ronda (setzens de final) per Loek van Wely.
El 22 de febrer de 2006, va derrotar el Campió del món de la FIDE Vesselín Topàlov (amb un Elo de 2801) amb negres i acabà segon al Super-Torneig de GM celebrat a Morelia, (Mèxic) i Linares. El mateix any, fou tercer al 39è Festival Internacional de Biel.
Radjàbov va representar l'Azerbaidjan a l'Olimpíada d'escacs de 2006, jugant al primer tauler, i obtingué un magnífic resultat de (+5 =4 -1), un 70% de la puntuació, tot i que l'equip va acabar en una decebedora 24a posició.
En una entrevista feta l'octubre de 2006, Radjàbov digué que ell s'enfrontaria al guanyador del matx per la reunificació (entre Topalov i Kràmnik) del Campionat del món sota les regles de la FIDE. El novembre de 2006, Radjàbov guanyà el fortíssim torneig de Cap d'Agde; quedà segon a la fase de lligueta, i després de la fase eliminatòria, guanyà la final contra Serguei Karjakin.
El 3 de desembre de 2006, durant el Festival de la Creativitat de Florència, Radjàbov va jugar contra Deep Junior, el programa d'escacs que havia guanyat el Campionat del Món de Computadores d'escacs a Torí, i el matx fou guanyat per Deep Junior.
El gener de 2007, acabà primer ex aequo al torneig de Categoria XIX Corus empatat amb Veselin Topalov i Levon Aronian. El mateix any, havia de participar en el Torneig de Morelia/Linares, però es va retirar degut al robatori de diverses de les seves pertinences a Mèxic, entre les quals el seu ordinador portàtil, on hi desava el material d'escacs que havia preparat per al torneig. Fou substituït per Vassili Ivantxuk.
El 2009, va jugar al torneig principal del Tata Steel, i hi empatà al segon lloc, igualat a punts amb Serguei Movsessian i Levon Aronian, mig punt per sota del campió, Serguei Kariakin. L'octubre de 2009, va liderar l'equip de l'Azerbaidjan a la victòria al Campionat d'Europa d'escacs per equips a Novi Sad.
El maig de 2010, empatà als llocs 2n-6è al torneig FIDE Grand Prix 2008–2010 a Astracan, amb una puntuació de 7/13 (+2 -1 =10), i es classificà per al torneig de Candidats.
El maig de 2011, participà en el Torneig de Candidats del Campionat del món de 2012 a Kazan, on hi fou eliminat als quarts de final per Vladimir Kràmnik. Entre l'agost i el setembre de 2011 participà en la Copa del món de 2011, a Khanti-Mansisk, un torneig del cicle classificatori pel Campionat del món de 2013, i hi va tenir una bona actuació; avançà fins als quarts de final, ronda en què fou eliminat per Vassil Ivantxuk (1½-2½). L'agost de 2013 participà en la Copa del Món de 2013, on va tenir una actuació regular, i arribà a la tercera ronda, on fou eliminat per Piotr Svídler 1½-2½.
L'octubre de 2015 fou tercer al Campionat del món d'escacs actius amb 10½ punts de 15, els mateixos punts que Ian Nepómniasxi i Leinier Domínguez Pérez, i a un punt del campió Magnus Carlsen.

### Participació en competicions per equips
Radjàbov ha participat, representant l'Azerbaidjan, en totes les Olimpíades d'escacs disputades entre 2002 i 2008, sempre al primer tauler, amb uns resultats acumulats de (+14 =21 -7), per un 58,3% de la puntuació total.
| Any  | Olimpíada         | Ciutat  | Elo propi | Tauler | Partides | Guanyades | Taules | Perdudes | %     |
| ---- | ----------------- | ------- | --------- | ------ | -------- | --------- | ------ | -------- | ----- |
| 2002 | XXXV Olimpíada    | Bled    | 2628      | 1r     | 11       | 3         | 5      | 3        | 50%   |
| 2004 | XXXVI Olimpíada   | Calvià  | 2663      | 1r     | 12       | 4         | 6      | 2        | 58,3% |
| 2006 | XXXVII Olimpíada  | Torí    | 2717      | 1r     | 10       | 5         | 4      | 1        | 70%   |
| 2008 | XXXVIII Olimpíada | Dresden | 2751      | 1r     | 9        | 2         | 6      | 1        | 55,6% |

El 2011 va formar part de l'equip de l'Azerbaidjan que va guanyar la medalla d'argent al Campionat d'Europa per equips jugat a Porto Carras el 2011, conjuntament amb Eltaj Safarli, Shahriyar Mammadyarov, Vugar Gaixímov i Qadir Huseynov.

## Comparació amb Kaspàrov
El nom de Radjàbov és sovint mencionat en relació al de l'excampió del món Garri Kaspàrov. Ambdós són de Bakú, Azerbaidjan i ambdós són fills de pare jueu. El marcador d'enfrontaments entre Radjàbov i Kaspàrov en partides amb control de temps normal és d'una victòria, tres taules i cap derrota. (L'única victòria de Kaspàrov fou en una partida ràpida.)
Al Torneig d'escacs de Linares de 2003, Radjàbov, que en aquell moment tenia 15 anys i 11 mesos, va derrotar Kaspàrov en una famosíssima partida amb les peces negres, esdevenint d'aquesta manera el jugador més jove que mai hagi guanyat un número u mundial en partida de torneig. La partida fou posteriorment votada com la millor del torneig, fet que generà l'enuig i sortida de to de Kaspàrov.
|   | a | b | c | d | e | f | g | h |   |
| 8 | c8 negres rei · d8 negres torre · h8 negres torre · e7 negres alfil · g7 negres peó · a6 negres peó · b6 negres dama · c6 negres cavall · e6 negres peó · b5 negres peó · d5 negres peó · e5 blanques peó · c4 negres peó · d4 blanques peó · f4 blanques alfil · g4 negres cavall · a3 blanques peó · c3 blanques peó · g3 blanques cavall · b2 blanques peó · d2 blanques dama · e2 blanques alfil · h2 blanques peó · a1 blanques torre · e1 blanques rei · h1 blanques torre | c8 negres rei · d8 negres torre · h8 negres torre · e7 negres alfil · g7 negres peó · a6 negres peó · b6 negres dama · c6 negres cavall · e6 negres peó · b5 negres peó · d5 negres peó · e5 blanques peó · c4 negres peó · d4 blanques peó · f4 blanques alfil · g4 negres cavall · a3 blanques peó · c3 blanques peó · g3 blanques cavall · b2 blanques peó · d2 blanques dama · e2 blanques alfil · h2 blanques peó · a1 blanques torre · e1 blanques rei · h1 blanques torre | c8 negres rei · d8 negres torre · h8 negres torre · e7 negres alfil · g7 negres peó · a6 negres peó · b6 negres dama · c6 negres cavall · e6 negres peó · b5 negres peó · d5 negres peó · e5 blanques peó · c4 negres peó · d4 blanques peó · f4 blanques alfil · g4 negres cavall · a3 blanques peó · c3 blanques peó · g3 blanques cavall · b2 blanques peó · d2 blanques dama · e2 blanques alfil · h2 blanques peó · a1 blanques torre · e1 blanques rei · h1 blanques torre | c8 negres rei · d8 negres torre · h8 negres torre · e7 negres alfil · g7 negres peó · a6 negres peó · b6 negres dama · c6 negres cavall · e6 negres peó · b5 negres peó · d5 negres peó · e5 blanques peó · c4 negres peó · d4 blanques peó · f4 blanques alfil · g4 negres cavall · a3 blanques peó · c3 blanques peó · g3 blanques cavall · b2 blanques peó · d2 blanques dama · e2 blanques alfil · h2 blanques peó · a1 blanques torre · e1 blanques rei · h1 blanques torre | c8 negres rei · d8 negres torre · h8 negres torre · e7 negres alfil · g7 negres peó · a6 negres peó · b6 negres dama · c6 negres cavall · e6 negres peó · b5 negres peó · d5 negres peó · e5 blanques peó · c4 negres peó · d4 blanques peó · f4 blanques alfil · g4 negres cavall · a3 blanques peó · c3 blanques peó · g3 blanques cavall · b2 blanques peó · d2 blanques dama · e2 blanques alfil · h2 blanques peó · a1 blanques torre · e1 blanques rei · h1 blanques torre | c8 negres rei · d8 negres torre · h8 negres torre · e7 negres alfil · g7 negres peó · a6 negres peó · b6 negres dama · c6 negres cavall · e6 negres peó · b5 negres peó · d5 negres peó · e5 blanques peó · c4 negres peó · d4 blanques peó · f4 blanques alfil · g4 negres cavall · a3 blanques peó · c3 blanques peó · g3 blanques cavall · b2 blanques peó · d2 blanques dama · e2 blanques alfil · h2 blanques peó · a1 blanques torre · e1 blanques rei · h1 blanques torre | c8 negres rei · d8 negres torre · h8 negres torre · e7 negres alfil · g7 negres peó · a6 negres peó · b6 negres dama · c6 negres cavall · e6 negres peó · b5 negres peó · d5 negres peó · e5 blanques peó · c4 negres peó · d4 blanques peó · f4 blanques alfil · g4 negres cavall · a3 blanques peó · c3 blanques peó · g3 blanques cavall · b2 blanques peó · d2 blanques dama · e2 blanques alfil · h2 blanques peó · a1 blanques torre · e1 blanques rei · h1 blanques torre | c8 negres rei · d8 negres torre · h8 negres torre · e7 negres alfil · g7 negres peó · a6 negres peó · b6 negres dama · c6 negres cavall · e6 negres peó · b5 negres peó · d5 negres peó · e5 blanques peó · c4 negres peó · d4 blanques peó · f4 blanques alfil · g4 negres cavall · a3 blanques peó · c3 blanques peó · g3 blanques cavall · b2 blanques peó · d2 blanques dama · e2 blanques alfil · h2 blanques peó · a1 blanques torre · e1 blanques rei · h1 blanques torre | 8 |
| 7 | c8 negres rei · d8 negres torre · h8 negres torre · e7 negres alfil · g7 negres peó · a6 negres peó · b6 negres dama · c6 negres cavall · e6 negres peó · b5 negres peó · d5 negres peó · e5 blanques peó · c4 negres peó · d4 blanques peó · f4 blanques alfil · g4 negres cavall · a3 blanques peó · c3 blanques peó · g3 blanques cavall · b2 blanques peó · d2 blanques dama · e2 blanques alfil · h2 blanques peó · a1 blanques torre · e1 blanques rei · h1 blanques torre | c8 negres rei · d8 negres torre · h8 negres torre · e7 negres alfil · g7 negres peó · a6 negres peó · b6 negres dama · c6 negres cavall · e6 negres peó · b5 negres peó · d5 negres peó · e5 blanques peó · c4 negres peó · d4 blanques peó · f4 blanques alfil · g4 negres cavall · a3 blanques peó · c3 blanques peó · g3 blanques cavall · b2 blanques peó · d2 blanques dama · e2 blanques alfil · h2 blanques peó · a1 blanques torre · e1 blanques rei · h1 blanques torre | c8 negres rei · d8 negres torre · h8 negres torre · e7 negres alfil · g7 negres peó · a6 negres peó · b6 negres dama · c6 negres cavall · e6 negres peó · b5 negres peó · d5 negres peó · e5 blanques peó · c4 negres peó · d4 blanques peó · f4 blanques alfil · g4 negres cavall · a3 blanques peó · c3 blanques peó · g3 blanques cavall · b2 blanques peó · d2 blanques dama · e2 blanques alfil · h2 blanques peó · a1 blanques torre · e1 blanques rei · h1 blanques torre | c8 negres rei · d8 negres torre · h8 negres torre · e7 negres alfil · g7 negres peó · a6 negres peó · b6 negres dama · c6 negres cavall · e6 negres peó · b5 negres peó · d5 negres peó · e5 blanques peó · c4 negres peó · d4 blanques peó · f4 blanques alfil · g4 negres cavall · a3 blanques peó · c3 blanques peó · g3 blanques cavall · b2 blanques peó · d2 blanques dama · e2 blanques alfil · h2 blanques peó · a1 blanques torre · e1 blanques rei · h1 blanques torre | c8 negres rei · d8 negres torre · h8 negres torre · e7 negres alfil · g7 negres peó · a6 negres peó · b6 negres dama · c6 negres cavall · e6 negres peó · b5 negres peó · d5 negres peó · e5 blanques peó · c4 negres peó · d4 blanques peó · f4 blanques alfil · g4 negres cavall · a3 blanques peó · c3 blanques peó · g3 blanques cavall · b2 blanques peó · d2 blanques dama · e2 blanques alfil · h2 blanques peó · a1 blanques torre · e1 blanques rei · h1 blanques torre | c8 negres rei · d8 negres torre · h8 negres torre · e7 negres alfil · g7 negres peó · a6 negres peó · b6 negres dama · c6 negres cavall · e6 negres peó · b5 negres peó · d5 negres peó · e5 blanques peó · c4 negres peó · d4 blanques peó · f4 blanques alfil · g4 negres cavall · a3 blanques peó · c3 blanques peó · g3 blanques cavall · b2 blanques peó · d2 blanques dama · e2 blanques alfil · h2 blanques peó · a1 blanques torre · e1 blanques rei · h1 blanques torre | c8 negres rei · d8 negres torre · h8 negres torre · e7 negres alfil · g7 negres peó · a6 negres peó · b6 negres dama · c6 negres cavall · e6 negres peó · b5 negres peó · d5 negres peó · e5 blanques peó · c4 negres peó · d4 blanques peó · f4 blanques alfil · g4 negres cavall · a3 blanques peó · c3 blanques peó · g3 blanques cavall · b2 blanques peó · d2 blanques dama · e2 blanques alfil · h2 blanques peó · a1 blanques torre · e1 blanques rei · h1 blanques torre | c8 negres rei · d8 negres torre · h8 negres torre · e7 negres alfil · g7 negres peó · a6 negres peó · b6 negres dama · c6 negres cavall · e6 negres peó · b5 negres peó · d5 negres peó · e5 blanques peó · c4 negres peó · d4 blanques peó · f4 blanques alfil · g4 negres cavall · a3 blanques peó · c3 blanques peó · g3 blanques cavall · b2 blanques peó · d2 blanques dama · e2 blanques alfil · h2 blanques peó · a1 blanques torre · e1 blanques rei · h1 blanques torre | 7 |
| 6 | c8 negres rei · d8 negres torre · h8 negres torre · e7 negres alfil · g7 negres peó · a6 negres peó · b6 negres dama · c6 negres cavall · e6 negres peó · b5 negres peó · d5 negres peó · e5 blanques peó · c4 negres peó · d4 blanques peó · f4 blanques alfil · g4 negres cavall · a3 blanques peó · c3 blanques peó · g3 blanques cavall · b2 blanques peó · d2 blanques dama · e2 blanques alfil · h2 blanques peó · a1 blanques torre · e1 blanques rei · h1 blanques torre | c8 negres rei · d8 negres torre · h8 negres torre · e7 negres alfil · g7 negres peó · a6 negres peó · b6 negres dama · c6 negres cavall · e6 negres peó · b5 negres peó · d5 negres peó · e5 blanques peó · c4 negres peó · d4 blanques peó · f4 blanques alfil · g4 negres cavall · a3 blanques peó · c3 blanques peó · g3 blanques cavall · b2 blanques peó · d2 blanques dama · e2 blanques alfil · h2 blanques peó · a1 blanques torre · e1 blanques rei · h1 blanques torre | c8 negres rei · d8 negres torre · h8 negres torre · e7 negres alfil · g7 negres peó · a6 negres peó · b6 negres dama · c6 negres cavall · e6 negres peó · b5 negres peó · d5 negres peó · e5 blanques peó · c4 negres peó · d4 blanques peó · f4 blanques alfil · g4 negres cavall · a3 blanques peó · c3 blanques peó · g3 blanques cavall · b2 blanques peó · d2 blanques dama · e2 blanques alfil · h2 blanques peó · a1 blanques torre · e1 blanques rei · h1 blanques torre | c8 negres rei · d8 negres torre · h8 negres torre · e7 negres alfil · g7 negres peó · a6 negres peó · b6 negres dama · c6 negres cavall · e6 negres peó · b5 negres peó · d5 negres peó · e5 blanques peó · c4 negres peó · d4 blanques peó · f4 blanques alfil · g4 negres cavall · a3 blanques peó · c3 blanques peó · g3 blanques cavall · b2 blanques peó · d2 blanques dama · e2 blanques alfil · h2 blanques peó · a1 blanques torre · e1 blanques rei · h1 blanques torre | c8 negres rei · d8 negres torre · h8 negres torre · e7 negres alfil · g7 negres peó · a6 negres peó · b6 negres dama · c6 negres cavall · e6 negres peó · b5 negres peó · d5 negres peó · e5 blanques peó · c4 negres peó · d4 blanques peó · f4 blanques alfil · g4 negres cavall · a3 blanques peó · c3 blanques peó · g3 blanques cavall · b2 blanques peó · d2 blanques dama · e2 blanques alfil · h2 blanques peó · a1 blanques torre · e1 blanques rei · h1 blanques torre | c8 negres rei · d8 negres torre · h8 negres torre · e7 negres alfil · g7 negres peó · a6 negres peó · b6 negres dama · c6 negres cavall · e6 negres peó · b5 negres peó · d5 negres peó · e5 blanques peó · c4 negres peó · d4 blanques peó · f4 blanques alfil · g4 negres cavall · a3 blanques peó · c3 blanques peó · g3 blanques cavall · b2 blanques peó · d2 blanques dama · e2 blanques alfil · h2 blanques peó · a1 blanques torre · e1 blanques rei · h1 blanques torre | c8 negres rei · d8 negres torre · h8 negres torre · e7 negres alfil · g7 negres peó · a6 negres peó · b6 negres dama · c6 negres cavall · e6 negres peó · b5 negres peó · d5 negres peó · e5 blanques peó · c4 negres peó · d4 blanques peó · f4 blanques alfil · g4 negres cavall · a3 blanques peó · c3 blanques peó · g3 blanques cavall · b2 blanques peó · d2 blanques dama · e2 blanques alfil · h2 blanques peó · a1 blanques torre · e1 blanques rei · h1 blanques torre | c8 negres rei · d8 negres torre · h8 negres torre · e7 negres alfil · g7 negres peó · a6 negres peó · b6 negres dama · c6 negres cavall · e6 negres peó · b5 negres peó · d5 negres peó · e5 blanques peó · c4 negres peó · d4 blanques peó · f4 blanques alfil · g4 negres cavall · a3 blanques peó · c3 blanques peó · g3 blanques cavall · b2 blanques peó · d2 blanques dama · e2 blanques alfil · h2 blanques peó · a1 blanques torre · e1 blanques rei · h1 blanques torre | 6 |
| 5 | c8 negres rei · d8 negres torre · h8 negres torre · e7 negres alfil · g7 negres peó · a6 negres peó · b6 negres dama · c6 negres cavall · e6 negres peó · b5 negres peó · d5 negres peó · e5 blanques peó · c4 negres peó · d4 blanques peó · f4 blanques alfil · g4 negres cavall · a3 blanques peó · c3 blanques peó · g3 blanques cavall · b2 blanques peó · d2 blanques dama · e2 blanques alfil · h2 blanques peó · a1 blanques torre · e1 blanques rei · h1 blanques torre | c8 negres rei · d8 negres torre · h8 negres torre · e7 negres alfil · g7 negres peó · a6 negres peó · b6 negres dama · c6 negres cavall · e6 negres peó · b5 negres peó · d5 negres peó · e5 blanques peó · c4 negres peó · d4 blanques peó · f4 blanques alfil · g4 negres cavall · a3 blanques peó · c3 blanques peó · g3 blanques cavall · b2 blanques peó · d2 blanques dama · e2 blanques alfil · h2 blanques peó · a1 blanques torre · e1 blanques rei · h1 blanques torre | c8 negres rei · d8 negres torre · h8 negres torre · e7 negres alfil · g7 negres peó · a6 negres peó · b6 negres dama · c6 negres cavall · e6 negres peó · b5 negres peó · d5 negres peó · e5 blanques peó · c4 negres peó · d4 blanques peó · f4 blanques alfil · g4 negres cavall · a3 blanques peó · c3 blanques peó · g3 blanques cavall · b2 blanques peó · d2 blanques dama · e2 blanques alfil · h2 blanques peó · a1 blanques torre · e1 blanques rei · h1 blanques torre | c8 negres rei · d8 negres torre · h8 negres torre · e7 negres alfil · g7 negres peó · a6 negres peó · b6 negres dama · c6 negres cavall · e6 negres peó · b5 negres peó · d5 negres peó · e5 blanques peó · c4 negres peó · d4 blanques peó · f4 blanques alfil · g4 negres cavall · a3 blanques peó · c3 blanques peó · g3 blanques cavall · b2 blanques peó · d2 blanques dama · e2 blanques alfil · h2 blanques peó · a1 blanques torre · e1 blanques rei · h1 blanques torre | c8 negres rei · d8 negres torre · h8 negres torre · e7 negres alfil · g7 negres peó · a6 negres peó · b6 negres dama · c6 negres cavall · e6 negres peó · b5 negres peó · d5 negres peó · e5 blanques peó · c4 negres peó · d4 blanques peó · f4 blanques alfil · g4 negres cavall · a3 blanques peó · c3 blanques peó · g3 blanques cavall · b2 blanques peó · d2 blanques dama · e2 blanques alfil · h2 blanques peó · a1 blanques torre · e1 blanques rei · h1 blanques torre | c8 negres rei · d8 negres torre · h8 negres torre · e7 negres alfil · g7 negres peó · a6 negres peó · b6 negres dama · c6 negres cavall · e6 negres peó · b5 negres peó · d5 negres peó · e5 blanques peó · c4 negres peó · d4 blanques peó · f4 blanques alfil · g4 negres cavall · a3 blanques peó · c3 blanques peó · g3 blanques cavall · b2 blanques peó · d2 blanques dama · e2 blanques alfil · h2 blanques peó · a1 blanques torre · e1 blanques rei · h1 blanques torre | c8 negres rei · d8 negres torre · h8 negres torre · e7 negres alfil · g7 negres peó · a6 negres peó · b6 negres dama · c6 negres cavall · e6 negres peó · b5 negres peó · d5 negres peó · e5 blanques peó · c4 negres peó · d4 blanques peó · f4 blanques alfil · g4 negres cavall · a3 blanques peó · c3 blanques peó · g3 blanques cavall · b2 blanques peó · d2 blanques dama · e2 blanques alfil · h2 blanques peó · a1 blanques torre · e1 blanques rei · h1 blanques torre | c8 negres rei · d8 negres torre · h8 negres torre · e7 negres alfil · g7 negres peó · a6 negres peó · b6 negres dama · c6 negres cavall · e6 negres peó · b5 negres peó · d5 negres peó · e5 blanques peó · c4 negres peó · d4 blanques peó · f4 blanques alfil · g4 negres cavall · a3 blanques peó · c3 blanques peó · g3 blanques cavall · b2 blanques peó · d2 blanques dama · e2 blanques alfil · h2 blanques peó · a1 blanques torre · e1 blanques rei · h1 blanques torre | 5 |
| 4 | c8 negres rei · d8 negres torre · h8 negres torre · e7 negres alfil · g7 negres peó · a6 negres peó · b6 negres dama · c6 negres cavall · e6 negres peó · b5 negres peó · d5 negres peó · e5 blanques peó · c4 negres peó · d4 blanques peó · f4 blanques alfil · g4 negres cavall · a3 blanques peó · c3 blanques peó · g3 blanques cavall · b2 blanques peó · d2 blanques dama · e2 blanques alfil · h2 blanques peó · a1 blanques torre · e1 blanques rei · h1 blanques torre | c8 negres rei · d8 negres torre · h8 negres torre · e7 negres alfil · g7 negres peó · a6 negres peó · b6 negres dama · c6 negres cavall · e6 negres peó · b5 negres peó · d5 negres peó · e5 blanques peó · c4 negres peó · d4 blanques peó · f4 blanques alfil · g4 negres cavall · a3 blanques peó · c3 blanques peó · g3 blanques cavall · b2 blanques peó · d2 blanques dama · e2 blanques alfil · h2 blanques peó · a1 blanques torre · e1 blanques rei · h1 blanques torre | c8 negres rei · d8 negres torre · h8 negres torre · e7 negres alfil · g7 negres peó · a6 negres peó · b6 negres dama · c6 negres cavall · e6 negres peó · b5 negres peó · d5 negres peó · e5 blanques peó · c4 negres peó · d4 blanques peó · f4 blanques alfil · g4 negres cavall · a3 blanques peó · c3 blanques peó · g3 blanques cavall · b2 blanques peó · d2 blanques dama · e2 blanques alfil · h2 blanques peó · a1 blanques torre · e1 blanques rei · h1 blanques torre | c8 negres rei · d8 negres torre · h8 negres torre · e7 negres alfil · g7 negres peó · a6 negres peó · b6 negres dama · c6 negres cavall · e6 negres peó · b5 negres peó · d5 negres peó · e5 blanques peó · c4 negres peó · d4 blanques peó · f4 blanques alfil · g4 negres cavall · a3 blanques peó · c3 blanques peó · g3 blanques cavall · b2 blanques peó · d2 blanques dama · e2 blanques alfil · h2 blanques peó · a1 blanques torre · e1 blanques rei · h1 blanques torre | c8 negres rei · d8 negres torre · h8 negres torre · e7 negres alfil · g7 negres peó · a6 negres peó · b6 negres dama · c6 negres cavall · e6 negres peó · b5 negres peó · d5 negres peó · e5 blanques peó · c4 negres peó · d4 blanques peó · f4 blanques alfil · g4 negres cavall · a3 blanques peó · c3 blanques peó · g3 blanques cavall · b2 blanques peó · d2 blanques dama · e2 blanques alfil · h2 blanques peó · a1 blanques torre · e1 blanques rei · h1 blanques torre | c8 negres rei · d8 negres torre · h8 negres torre · e7 negres alfil · g7 negres peó · a6 negres peó · b6 negres dama · c6 negres cavall · e6 negres peó · b5 negres peó · d5 negres peó · e5 blanques peó · c4 negres peó · d4 blanques peó · f4 blanques alfil · g4 negres cavall · a3 blanques peó · c3 blanques peó · g3 blanques cavall · b2 blanques peó · d2 blanques dama · e2 blanques alfil · h2 blanques peó · a1 blanques torre · e1 blanques rei · h1 blanques torre | c8 negres rei · d8 negres torre · h8 negres torre · e7 negres alfil · g7 negres peó · a6 negres peó · b6 negres dama · c6 negres cavall · e6 negres peó · b5 negres peó · d5 negres peó · e5 blanques peó · c4 negres peó · d4 blanques peó · f4 blanques alfil · g4 negres cavall · a3 blanques peó · c3 blanques peó · g3 blanques cavall · b2 blanques peó · d2 blanques dama · e2 blanques alfil · h2 blanques peó · a1 blanques torre · e1 blanques rei · h1 blanques torre | c8 negres rei · d8 negres torre · h8 negres torre · e7 negres alfil · g7 negres peó · a6 negres peó · b6 negres dama · c6 negres cavall · e6 negres peó · b5 negres peó · d5 negres peó · e5 blanques peó · c4 negres peó · d4 blanques peó · f4 blanques alfil · g4 negres cavall · a3 blanques peó · c3 blanques peó · g3 blanques cavall · b2 blanques peó · d2 blanques dama · e2 blanques alfil · h2 blanques peó · a1 blanques torre · e1 blanques rei · h1 blanques torre | 4 |
| 3 | c8 negres rei · d8 negres torre · h8 negres torre · e7 negres alfil · g7 negres peó · a6 negres peó · b6 negres dama · c6 negres cavall · e6 negres peó · b5 negres peó · d5 negres peó · e5 blanques peó · c4 negres peó · d4 blanques peó · f4 blanques alfil · g4 negres cavall · a3 blanques peó · c3 blanques peó · g3 blanques cavall · b2 blanques peó · d2 blanques dama · e2 blanques alfil · h2 blanques peó · a1 blanques torre · e1 blanques rei · h1 blanques torre | c8 negres rei · d8 negres torre · h8 negres torre · e7 negres alfil · g7 negres peó · a6 negres peó · b6 negres dama · c6 negres cavall · e6 negres peó · b5 negres peó · d5 negres peó · e5 blanques peó · c4 negres peó · d4 blanques peó · f4 blanques alfil · g4 negres cavall · a3 blanques peó · c3 blanques peó · g3 blanques cavall · b2 blanques peó · d2 blanques dama · e2 blanques alfil · h2 blanques peó · a1 blanques torre · e1 blanques rei · h1 blanques torre | c8 negres rei · d8 negres torre · h8 negres torre · e7 negres alfil · g7 negres peó · a6 negres peó · b6 negres dama · c6 negres cavall · e6 negres peó · b5 negres peó · d5 negres peó · e5 blanques peó · c4 negres peó · d4 blanques peó · f4 blanques alfil · g4 negres cavall · a3 blanques peó · c3 blanques peó · g3 blanques cavall · b2 blanques peó · d2 blanques dama · e2 blanques alfil · h2 blanques peó · a1 blanques torre · e1 blanques rei · h1 blanques torre | c8 negres rei · d8 negres torre · h8 negres torre · e7 negres alfil · g7 negres peó · a6 negres peó · b6 negres dama · c6 negres cavall · e6 negres peó · b5 negres peó · d5 negres peó · e5 blanques peó · c4 negres peó · d4 blanques peó · f4 blanques alfil · g4 negres cavall · a3 blanques peó · c3 blanques peó · g3 blanques cavall · b2 blanques peó · d2 blanques dama · e2 blanques alfil · h2 blanques peó · a1 blanques torre · e1 blanques rei · h1 blanques torre | c8 negres rei · d8 negres torre · h8 negres torre · e7 negres alfil · g7 negres peó · a6 negres peó · b6 negres dama · c6 negres cavall · e6 negres peó · b5 negres peó · d5 negres peó · e5 blanques peó · c4 negres peó · d4 blanques peó · f4 blanques alfil · g4 negres cavall · a3 blanques peó · c3 blanques peó · g3 blanques cavall · b2 blanques peó · d2 blanques dama · e2 blanques alfil · h2 blanques peó · a1 blanques torre · e1 blanques rei · h1 blanques torre | c8 negres rei · d8 negres torre · h8 negres torre · e7 negres alfil · g7 negres peó · a6 negres peó · b6 negres dama · c6 negres cavall · e6 negres peó · b5 negres peó · d5 negres peó · e5 blanques peó · c4 negres peó · d4 blanques peó · f4 blanques alfil · g4 negres cavall · a3 blanques peó · c3 blanques peó · g3 blanques cavall · b2 blanques peó · d2 blanques dama · e2 blanques alfil · h2 blanques peó · a1 blanques torre · e1 blanques rei · h1 blanques torre | c8 negres rei · d8 negres torre · h8 negres torre · e7 negres alfil · g7 negres peó · a6 negres peó · b6 negres dama · c6 negres cavall · e6 negres peó · b5 negres peó · d5 negres peó · e5 blanques peó · c4 negres peó · d4 blanques peó · f4 blanques alfil · g4 negres cavall · a3 blanques peó · c3 blanques peó · g3 blanques cavall · b2 blanques peó · d2 blanques dama · e2 blanques alfil · h2 blanques peó · a1 blanques torre · e1 blanques rei · h1 blanques torre | c8 negres rei · d8 negres torre · h8 negres torre · e7 negres alfil · g7 negres peó · a6 negres peó · b6 negres dama · c6 negres cavall · e6 negres peó · b5 negres peó · d5 negres peó · e5 blanques peó · c4 negres peó · d4 blanques peó · f4 blanques alfil · g4 negres cavall · a3 blanques peó · c3 blanques peó · g3 blanques cavall · b2 blanques peó · d2 blanques dama · e2 blanques alfil · h2 blanques peó · a1 blanques torre · e1 blanques rei · h1 blanques torre | 3 |
| 2 | c8 negres rei · d8 negres torre · h8 negres torre · e7 negres alfil · g7 negres peó · a6 negres peó · b6 negres dama · c6 negres cavall · e6 negres peó · b5 negres peó · d5 negres peó · e5 blanques peó · c4 negres peó · d4 blanques peó · f4 blanques alfil · g4 negres cavall · a3 blanques peó · c3 blanques peó · g3 blanques cavall · b2 blanques peó · d2 blanques dama · e2 blanques alfil · h2 blanques peó · a1 blanques torre · e1 blanques rei · h1 blanques torre | c8 negres rei · d8 negres torre · h8 negres torre · e7 negres alfil · g7 negres peó · a6 negres peó · b6 negres dama · c6 negres cavall · e6 negres peó · b5 negres peó · d5 negres peó · e5 blanques peó · c4 negres peó · d4 blanques peó · f4 blanques alfil · g4 negres cavall · a3 blanques peó · c3 blanques peó · g3 blanques cavall · b2 blanques peó · d2 blanques dama · e2 blanques alfil · h2 blanques peó · a1 blanques torre · e1 blanques rei · h1 blanques torre | c8 negres rei · d8 negres torre · h8 negres torre · e7 negres alfil · g7 negres peó · a6 negres peó · b6 negres dama · c6 negres cavall · e6 negres peó · b5 negres peó · d5 negres peó · e5 blanques peó · c4 negres peó · d4 blanques peó · f4 blanques alfil · g4 negres cavall · a3 blanques peó · c3 blanques peó · g3 blanques cavall · b2 blanques peó · d2 blanques dama · e2 blanques alfil · h2 blanques peó · a1 blanques torre · e1 blanques rei · h1 blanques torre | c8 negres rei · d8 negres torre · h8 negres torre · e7 negres alfil · g7 negres peó · a6 negres peó · b6 negres dama · c6 negres cavall · e6 negres peó · b5 negres peó · d5 negres peó · e5 blanques peó · c4 negres peó · d4 blanques peó · f4 blanques alfil · g4 negres cavall · a3 blanques peó · c3 blanques peó · g3 blanques cavall · b2 blanques peó · d2 blanques dama · e2 blanques alfil · h2 blanques peó · a1 blanques torre · e1 blanques rei · h1 blanques torre | c8 negres rei · d8 negres torre · h8 negres torre · e7 negres alfil · g7 negres peó · a6 negres peó · b6 negres dama · c6 negres cavall · e6 negres peó · b5 negres peó · d5 negres peó · e5 blanques peó · c4 negres peó · d4 blanques peó · f4 blanques alfil · g4 negres cavall · a3 blanques peó · c3 blanques peó · g3 blanques cavall · b2 blanques peó · d2 blanques dama · e2 blanques alfil · h2 blanques peó · a1 blanques torre · e1 blanques rei · h1 blanques torre | c8 negres rei · d8 negres torre · h8 negres torre · e7 negres alfil · g7 negres peó · a6 negres peó · b6 negres dama · c6 negres cavall · e6 negres peó · b5 negres peó · d5 negres peó · e5 blanques peó · c4 negres peó · d4 blanques peó · f4 blanques alfil · g4 negres cavall · a3 blanques peó · c3 blanques peó · g3 blanques cavall · b2 blanques peó · d2 blanques dama · e2 blanques alfil · h2 blanques peó · a1 blanques torre · e1 blanques rei · h1 blanques torre | c8 negres rei · d8 negres torre · h8 negres torre · e7 negres alfil · g7 negres peó · a6 negres peó · b6 negres dama · c6 negres cavall · e6 negres peó · b5 negres peó · d5 negres peó · e5 blanques peó · c4 negres peó · d4 blanques peó · f4 blanques alfil · g4 negres cavall · a3 blanques peó · c3 blanques peó · g3 blanques cavall · b2 blanques peó · d2 blanques dama · e2 blanques alfil · h2 blanques peó · a1 blanques torre · e1 blanques rei · h1 blanques torre | c8 negres rei · d8 negres torre · h8 negres torre · e7 negres alfil · g7 negres peó · a6 negres peó · b6 negres dama · c6 negres cavall · e6 negres peó · b5 negres peó · d5 negres peó · e5 blanques peó · c4 negres peó · d4 blanques peó · f4 blanques alfil · g4 negres cavall · a3 blanques peó · c3 blanques peó · g3 blanques cavall · b2 blanques peó · d2 blanques dama · e2 blanques alfil · h2 blanques peó · a1 blanques torre · e1 blanques rei · h1 blanques torre | 2 |
| 1 | c8 negres rei · d8 negres torre · h8 negres torre · e7 negres alfil · g7 negres peó · a6 negres peó · b6 negres dama · c6 negres cavall · e6 negres peó · b5 negres peó · d5 negres peó · e5 blanques peó · c4 negres peó · d4 blanques peó · f4 blanques alfil · g4 negres cavall · a3 blanques peó · c3 blanques peó · g3 blanques cavall · b2 blanques peó · d2 blanques dama · e2 blanques alfil · h2 blanques peó · a1 blanques torre · e1 blanques rei · h1 blanques torre | c8 negres rei · d8 negres torre · h8 negres torre · e7 negres alfil · g7 negres peó · a6 negres peó · b6 negres dama · c6 negres cavall · e6 negres peó · b5 negres peó · d5 negres peó · e5 blanques peó · c4 negres peó · d4 blanques peó · f4 blanques alfil · g4 negres cavall · a3 blanques peó · c3 blanques peó · g3 blanques cavall · b2 blanques peó · d2 blanques dama · e2 blanques alfil · h2 blanques peó · a1 blanques torre · e1 blanques rei · h1 blanques torre | c8 negres rei · d8 negres torre · h8 negres torre · e7 negres alfil · g7 negres peó · a6 negres peó · b6 negres dama · c6 negres cavall · e6 negres peó · b5 negres peó · d5 negres peó · e5 blanques peó · c4 negres peó · d4 blanques peó · f4 blanques alfil · g4 negres cavall · a3 blanques peó · c3 blanques peó · g3 blanques cavall · b2 blanques peó · d2 blanques dama · e2 blanques alfil · h2 blanques peó · a1 blanques torre · e1 blanques rei · h1 blanques torre | c8 negres rei · d8 negres torre · h8 negres torre · e7 negres alfil · g7 negres peó · a6 negres peó · b6 negres dama · c6 negres cavall · e6 negres peó · b5 negres peó · d5 negres peó · e5 blanques peó · c4 negres peó · d4 blanques peó · f4 blanques alfil · g4 negres cavall · a3 blanques peó · c3 blanques peó · g3 blanques cavall · b2 blanques peó · d2 blanques dama · e2 blanques alfil · h2 blanques peó · a1 blanques torre · e1 blanques rei · h1 blanques torre | c8 negres rei · d8 negres torre · h8 negres torre · e7 negres alfil · g7 negres peó · a6 negres peó · b6 negres dama · c6 negres cavall · e6 negres peó · b5 negres peó · d5 negres peó · e5 blanques peó · c4 negres peó · d4 blanques peó · f4 blanques alfil · g4 negres cavall · a3 blanques peó · c3 blanques peó · g3 blanques cavall · b2 blanques peó · d2 blanques dama · e2 blanques alfil · h2 blanques peó · a1 blanques torre · e1 blanques rei · h1 blanques torre | c8 negres rei · d8 negres torre · h8 negres torre · e7 negres alfil · g7 negres peó · a6 negres peó · b6 negres dama · c6 negres cavall · e6 negres peó · b5 negres peó · d5 negres peó · e5 blanques peó · c4 negres peó · d4 blanques peó · f4 blanques alfil · g4 negres cavall · a3 blanques peó · c3 blanques peó · g3 blanques cavall · b2 blanques peó · d2 blanques dama · e2 blanques alfil · h2 blanques peó · a1 blanques torre · e1 blanques rei · h1 blanques torre | c8 negres rei · d8 negres torre · h8 negres torre · e7 negres alfil · g7 negres peó · a6 negres peó · b6 negres dama · c6 negres cavall · e6 negres peó · b5 negres peó · d5 negres peó · e5 blanques peó · c4 negres peó · d4 blanques peó · f4 blanques alfil · g4 negres cavall · a3 blanques peó · c3 blanques peó · g3 blanques cavall · b2 blanques peó · d2 blanques dama · e2 blanques alfil · h2 blanques peó · a1 blanques torre · e1 blanques rei · h1 blanques torre | c8 negres rei · d8 negres torre · h8 negres torre · e7 negres alfil · g7 negres peó · a6 negres peó · b6 negres dama · c6 negres cavall · e6 negres peó · b5 negres peó · d5 negres peó · e5 blanques peó · c4 negres peó · d4 blanques peó · f4 blanques alfil · g4 negres cavall · a3 blanques peó · c3 blanques peó · g3 blanques cavall · b2 blanques peó · d2 blanques dama · e2 blanques alfil · h2 blanques peó · a1 blanques torre · e1 blanques rei · h1 blanques torre | 1 |
|   | a | b | c | d | e | f | g | h |   |

1. e4 e6 2. d4 d5 3. Cc3 Cf6 4. e5 Cfd7 5. f4 c5 6. Cf3 Cc6 7. Ae3 a6 8. Dd2 b5 9. a3 Db6 10. Ce2 c4 11. g4 h5 12. gxh5 Txh5 13. Cg3 Th8 14. f5 exf5 15. Cxf5 Cf6 16. Cg3 Cg4 17. Af4 Ae6 18. c3 Ae7 19. Cg5 O-O-O 20. Cxe6 fxe6 21. Ae2 (Diagrama)
21...Cgxe5!?
El sacrifici de cavall de Radjàbov, 21. ... Cgxe5, fou elogiat per molts forts jugadors, com per exemple per Nigel Short, per la seva valentia. Short digué sobre el moviment: "Radjàbov juga molt imaginativament..., mai no es fa enrere, és molt tenaç i sempre trobarà una manera d'enterbolir les aigües per fer-te fora del tauler. És molt bo trobant jugades desconcertants. Aquí desequilibra completament en Kaspàrov, pertorbant el seu ritme de joc. En comptes de permetre que Kaspàrov l'enfonsés, ha desequilibrat el joc amb el seu sacrifici de cavall, i només sis moviments més tard en Kaspàrov ja havia comès un greu error. El sacrifici de Radjàbov no era particularment bo, però li va donar possibilitats pràctiques."
22. De3 NCd7 23. Dxe6 Ah4 24. Dg4 g5 25. Ad2 Tde8 26. O-O-O Ca5 27. Tdf1??
Considerada l'error decisiu
27...Cb3+ 28. Rd1 Axg3
Les blanques no poden recapturar l'alfil degut al cop immediat Dg6
29. Tf7 Td8 30. Axg5 Dg6 31. Df5 Dxf5 32. Txf5 Tdf8 33. Txf8+ Cxf8 34. Af3 Ah4 35. Ae3 Cd7 36. Axd5 Te8 37. Ah6 Cdc5 38. Af7 Te7 39. Ah5 Cd3 0-1.
Radjàbov va esdevenir d'aquesta manera el primer jugador nascut després que Kaspàrov assolís per primer cop el Campionat del món d'escacs el 1985 en vèncer-lo.

## Victòries en grans torneigs

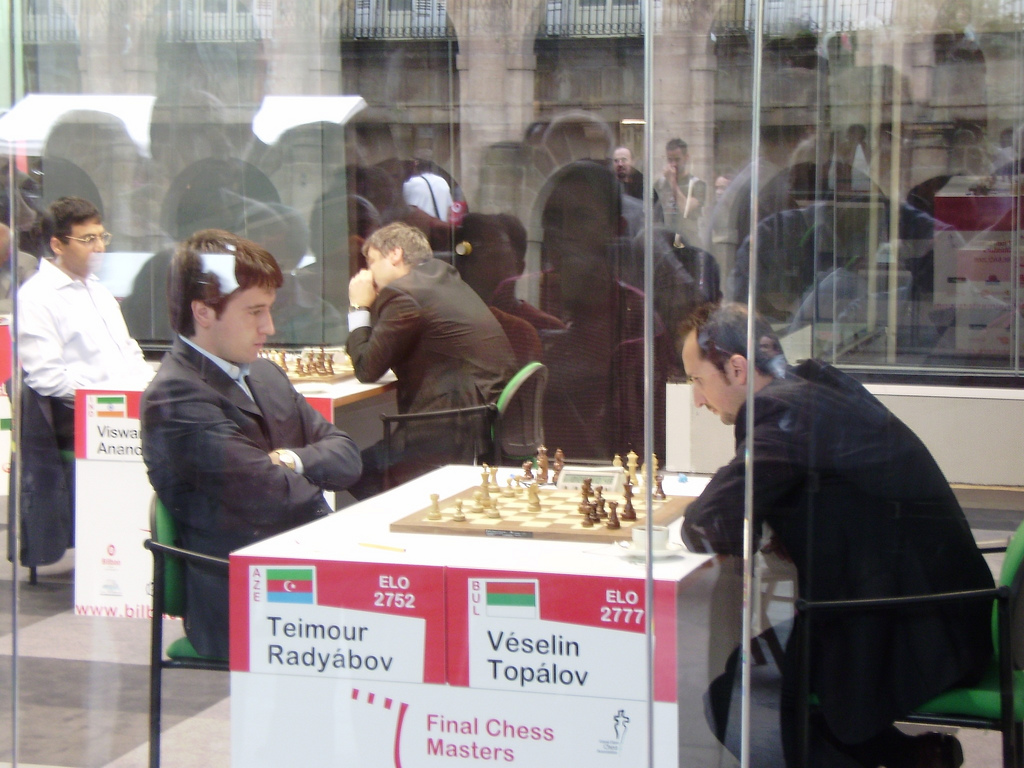
Rajabov contra Vesselín Topàlov a Bilbao, 2008

- Copa Kasparov (Moscou) 1998 7.5/9 1st
- Budapest 2000 8 9/11 1
- Dos Hermanas 2005 5.5/9 1
- Wijk aan Zee 2007 19 8,5/11 1-3
- Odessa 2008 1st
- Elista Grand Prix 2008 7.5/12 1r ex aequo

## UNICEF
L'11 de maig de 2007 fou nomenat Ambaixador de Generositat de l'UNICEF per a l'Azerbaidjan.